# Klingender Wasserfall
Koordinaten: 49° 28′ 41″ N, 11° 17′ 52″ O

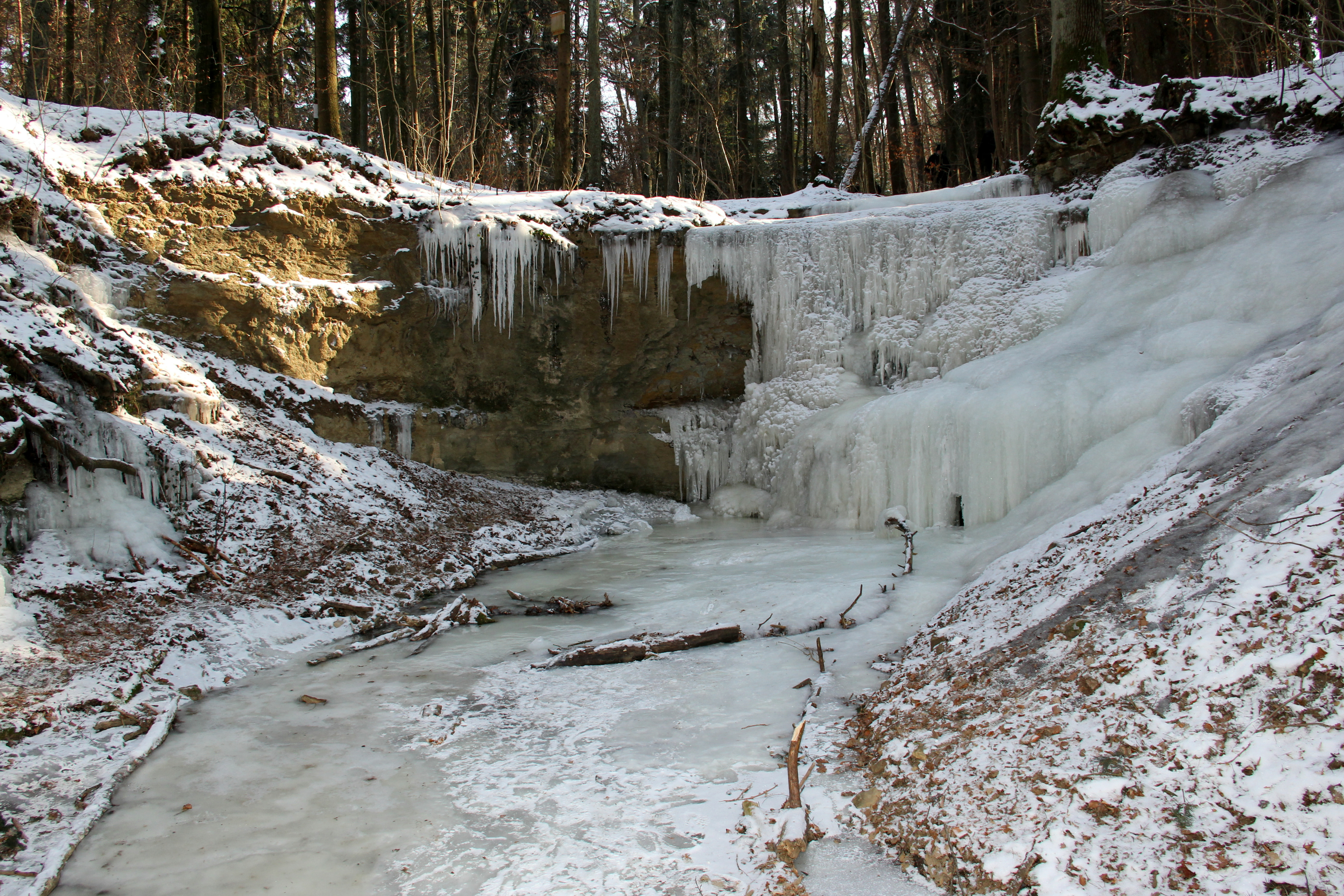
Klingender Wasserfall, 2012

Der Klingende Wasserfall ist ein kleiner Wasserfall nördlich von Haimendorf, einem Gemeindeteil von Röthenbach a.d. Pegnitz im mittelfränkischen Landkreis Nürnberger Land.

## Beschreibung
Das Naturdenkmal liegt in der Hüttenbachschlucht bei Haimendorf. Der Wasserfall hat eine Fallhöhe von etwa 5 Meter.
Der über Sandsteinstufen dahinplätschernde Hüttenbach, ein Zufluss der Pegnitz,  bildet hier im Winter einen Eiszapfenvorhang, hinter dem das gurgelnde Wasser des Baches und der Wind mannigfaltige Tonfolgen erzeugen.
Wegen dieser Geräusche bekam der Wasserfall seinen Namen.
Der Wasserfall ist vom Bayerischen Landesamt für Umwelt als Geotop 574R011 ausgewiesen. Siehe hierzu auch die Liste der Geotope im Landkreis Nürnberger Land.

## Geologie
Im Lauf der Jahrtausende hat sich der Hüttenbach  in die Übergangsschichten des Rhät-Lias-Sandsteins eingegraben. Die harten Sandsteine bilden hier eine Schichtstufe, an deren Rand der Wasserfall liegt.

## Tourismus
Der kleine Wasserfall wird besonders im Winter gern besucht. Wenn es lang und tief genug friert, erstarrt der Wasserfall zu einem Kunstwerk der Natur. Über einen mit Grünen Ring gekennzeichneten Wanderweg (Streckenverlauf siehe OpenStreetMap unter Schönberger Jakobsweg) ist er entweder von Haimendorf oder von Schönberg aus erreichbar. In der Nähe liegt ein weiteres Naturphänomen, die Quelle Sprosselbrunnen bei Schönberg.